# Música pop turca
A música pop turca (em turco: Türk pop müziği) é um subgênero da música pop, que não se refere somente a toda música pop feita na Turquia, mas sim a uma verdadeira fusão de sons onde os ritmos tradicionais do país que se fundem a influências externas, não só vindas do Ocidente como Alemanha e Estados Unidos, mas também dos países do Oriente Médio, misturando jazz, o pop e o rock aos estilos tradicionais turcos.